# Hospital Santo Tomás de Limache
El Hospital Santo Tomás de Limache es un hospital de nivel primario (bajo nivel de complejidad) perteneciente al Servicio de Salud Viña del Mar-Quillota, ubicado en el sector de Limache Viejo en la comuna de Limache. Atiende a través del consultorio adosado y la unidad de emergencia, contando con una dotación de 80 camas y es el hospital tipo 4 con mayor tasa de atención de urgencias del país.

## Historia
En 1887 se construyó el primer hospital de Limache, al cual se llamó “Santo Tomás”. El actual recinto hospitalario fue fundado el 25 de abril de 1983.
Uno de los hitos más importantes de la historia del Hospital Santo Tomás de Limache fue el accidente ferroviario de Queronque ocurrido en 1986, donde llegaron en primera instancia los pacientes para ser trasladados a los distintos recintos asistenciales de la región.